# Gonçalo Borges
Gonçalo Óscar Albuquerque Borges (Lisboa, 29 de março de 2001) é um futebolista português que atua como ponta-direita. Atualmente joga no Feyenoord.

## Carreira

### Porto
Borges fez a sua estreia profissional a 11 de agosto de 2019, pelo Porto B, num jogo da Segunda Liga, frente ao Sporting da Covilhã.
Em 15 de dezembro de 2021, Borges estreou-se pela equipa principal do Porto, numa vitória por 1–0 sobre o Rio Ave, na Taça da Liga. No dia 16 de janeiro de 2022, fez a sua estreia na Primeira Liga, entrando como suplente nos últimos 8 minutos de uma vitória por 4–1 no terreno do B-SAD. Graças à sua participação nesse jogo, no final da época 2021–22, quando o Porto se sagrou campeão nacional, Gonçalo teve direito a medalha.

### Feyenoord
Em 20 de julho de 2025, Gonçalo Borges foi anunciado pelo Feyenoord, da Holanda. Segundo a imprensa portuguesa, a ida para o Feyenoord será sacramentada por 9 milhões de euros fixos (cerca de R$ 58,4 milhões), com mais 2 milhões de euros (R$ 12,9 milhões) por metas a serem batidas.

## Títulos
Porto (formação)
- Youth League: 2018–19[4]

Porto
- Primeira Liga: 2021–22[5]
- Supertaça Cândido de Oliveira: 2022[6], 2024
- Taça de Portugal: 2023–24